# Catatemnus schlottkei
Catatemnus schlottkei är en spindeldjursart som beskrevs av Max Vachon 1937. Catatemnus schlottkei ingår i släktet Catatemnus och familjen Atemnidae. Inga underarter finns listade i Catalogue of Life.